# Gwendoline Rossi
Gwendoline Rossi (Lens, 30 december 1990) is een voetbalspeelster uit Frankrijk.
Rossi speelde voor Hénin-Beaumont in de Franse Division 1 Féminine en was ook aanvoerder van Hénin-Beaumont.

## Statistieken
| Seizoen | Club           | Land      | Competitie | Wedstrijden | Doelpunten |
| ------- | -------------- | --------- | ---------- | ----------- | ---------- |
| 2008/09 | Hénin-Beaumont | Nederland | FD1        | ?           | 0          |
| 2009/10 | Hénin-Beaumont | Nederland | FD1        | 21          | 0          |
| 2010/11 | Hénin-Beaumont | Nederland | FD1        | 18          | 1          |
| 2011/12 | Hénin-Beaumont | Frankrijk | FD1        | 21          | 1          |
| Totaal  | Totaal         | Totaal    | Totaal     | 60          | 2          |

Laatste update: april 2021

## Interlands
Rossi speelde in het Franse nationale elftal O17 en O19.